# Гедвига фон Гуденсберг
Хедвиг фон Гуденсберг (Hedwig von Gudensberg) (1096/1098-1148) — наследница гауграфства в Гессене и графства Гуденсберг, жена ландграфа Тюрингии Людвига I.
Дочь Гизо IV из рода Гизоненов, гауграфа в Гессене, и его жены Кунигунды фон Бильштайн, графини фон Гуденсберг.
Имя и происхождение первого мужа не известны. Около 1125 года вторым браком вышла замуж за Людвига, будущего ландграфа Тюрингии. Дети:
- Людвиг II Железный (1128—1172), ландграф Тюрингии
- Генрих Распе II (ум. 1155), граф фон Гуденсбург
- Людвиг (ум. 1189), граф фон Тамсбрюк
- Сесилия, жена Ульриха, герцога Чехии
- Адельгейда, аббатиса в Эйзенахе
- Мехтильда, жена Дитриха фон Бранденбурга
- Ютта, жена Владислава II, герцога Чехии.

В 1137 г. после смерти брата — Гизо V, унаследовала гауграфство в Гессене и фогство монастыря Хазунген, а в 1130/38, после смерти матери — графство Гуденсберг.
С 1140 года, после смерти мужа, была регентом ландграфства Тюрингия при своём сыне Людвиге II.
Основательница монастыря Анаберг (1140/48).